# Amandine Leynaud
Amandine Suzanne Monique Leynaud (becenevén : Doudou) (Aubenas, 1986. május 2. –) olimpiai, világ-és Európa-bajnok, BL győztes francia válogatott kézilabdázó, kapus. Visszavonulása előtt a Győri Audi ETO játékosa és kapusedzője volt. Mezszáma a klubcsapatokban és a válogatottban is egyaránt 12-es volt. 2023-ban a 2022/23-as szezon hátralévő részére Silje Solberg várandossága miatt visszatért az ETO-hoz. Jelenleg a francia női kézilabda-válogatott kapusedzője.

## Pályafutása

### Klubcsapatokban
Leynaud szülővárosában kezdett kézilabdázni, 2004-ben került az első osztályban szereplő Metz Handballhoz. Hatszoros francia bajnokként 2012-ben igazolt a román bajnok CS Oltchim Râmnicu Vâlceához. A felkészülési időszakban, 2012 augusztusában azonban keresztszalag-szakadást szenvedett, ami miatt hónapokig nem számíthatott rá edzője. Sérülése miatt lemaradt a decemberi Európa-bajnokságról is. Végül tétmérkőzésen egyszer sem lépett pályára a román csapatban, mivel az időközben komoly pénzügyi válságba került, és megszüntették a szerződését. 2013-tól lett a macedón ŽRK Vardar játékosa. A szkopjei csapattal hatszor nyert macedón bajnokságot, nemzetközi szinten pedig 2014 és 2018 között mind az öt Bajnokok Ligája Final Four-ba bejutott. 2017 őszén bejelentették, hogy a következő szezontól a macedón csapat költségvetése is csökkenni fog, és a külföldi játékosait a szezon végén elengedi a klub. Leynaud végül a Győri Audi ETO KC ajánlatát fogadta el, egy plusz egy évre kötelezte el magát a BL-győztes, magyar bajnok csapat mellett, és a 2018-2019-es szezon végén Bajnokok Ligáját nyert a klub játékosaként. A 2019-2020-as idényt követően meghosszabbította szerződését a Győrrel, és még a klub edzői stábjában is szerepet kapott, mint kapusedző. 2022. január 21-én Leynaud bejelentett visszavonulását a profi kézilabdától, számolt be róla klubja, a Győri Audi ETO KC.

### A válogatottban
A francia válogatottban 2005-ben lépett pályára először, első számú kapusként Valerie Nicolas 2008-as visszavonulása óta számítanak rá. Kiváló teljesítményével a válogatottat is több éremhez segítette hozzá. A 2017-es világbajnokságon a döntőben a norvég válogatottat legyőzve lett világbajnok. Szerepelt a 2008-as pekingi, a 2012-es londoni és a 2016-os rioi olimpián, ez utóbbin döntőt játszhatott, és végül az orosz válogatott mögött ezüstérmes lett. A 2018-as Európa-bajnokságon bajnok lett. 2019-ben 13. lett a világbajnokságon. A 2020-as dániai Európa-bajnokságon szintén ezüstérmes lett, miután a döntőben a francia válogatott alul maradt Norvégiával szemben. A 2020 nyaráról egy évvel elhalasztott olimpiára Leynaud is meghívót kapott, ahol végül a franciák megis nyerték az olimpiát. Még az olimpia előtt Leynaud bejelentette, hogy az olimpia végeztével visszavonul a válogatottól. Érdekesség, hogy korábbi csapattársa, Eduarda Amorim is visszavonult a válogatottól az olimpia után.

## Sikerei, díjai
- Olimpiai ezüstérmes: 2016
- Világbajnokság győztese: 2017
  - ezüstérmes: 2009, 2011
- Európa-bajnokság bronzérmese: 2016
- Európa-bajnok: 2018
  - ezüstérmes: 2020
- EHF-bajnokok ligája-győztesː 2019[13]
- EHF-bajnokok ligája ezüstérmese: 2017, 2018, 2022 
  - bronzérmes: 2014, 2015, 2016, 2021, 2023
- Francia bajnokság győztese: 2005, 2006, 2007, 2008, 2009, 2011
- Macedón bajnokság győztese: 2013, 2014, 2015, 2016, 2017, 2018
- Magyar bajnok: 2019,[14] 2022
  - ezüstérmes: 2021
- Magyar Kupa-győztes: 2019, 2021

### Edzőként
- világbajnok a francia női kézilabda-válogatottal (2023)